# Грбови рејона Дагестана
Грбови рејона Дагестана обухвата галерију грбова административних јединица руске федералне републике Дагестана, са статусом градских округа и рејона, те њихове историјске грбове (уколико их има).
Већина грбова настала је након проглашење Република Дагестан 1992. године.

## Грбови рејона Дагестана
- 1 — Грб рејона 
 Агуљски
- 2 — Грб рејона 
 Акушински
- 3 — Грб рејона 
 Ахвахски
- 4 — Грб рејона 
 Ахтински
- 5 — Грб рејона 
  Бабајуртовски
- 6 — Грб рејона 
 Бежтински участок
- 7 — Грб рејона 
  Ботлихски
- 9 — Грб рејона 
 Гјергебиљски
- 10 — Грб рејона 
 Гумбјетовски
- 11 — Грб рејона 
 Гунибског
- 12 — Грб рејона 
 Дахадајевски
- 13 — Грб рејона 
 Дербентски
- 14 — Грб рејона 
 Докузпарински
- 15 — Грб рејона 
 Казбјековски
- 16 — Грб рејона 
 Кајташки
- 17 — Грб рејона 
 Карабудаћентски
- 18 — Грб рејона 
 Кајаћентски
- 19 — Грб рејона 
 Кизиљуртовски
- 20 — Грб рејона 
 Кизљарски
- 21 — Грб рејона 
 Кулински
- 22 — Грб рејона 
 Кумторкалински
- 23 — Грб рејона 
 Курашки
- 24 — Грб рејона 
 Лачски
- 25 — Грб рејона 
 Љевашински
- 26 — Грб рејона 
 Магарамкјентски
- 27 — Грб рејона 
 Новолачки
- 28 — Грб рејона 
 Ногајски
- 29 — Грб рејона 
 Рутуљски
- 30 — Грб рејона 
 Сјергокалински
- 31 — Грб рејона 
 Сулејман-Стаљски
- 32 — Грб рејона 
 Табасарански
- 33 — Грб рејона 
 Тарумовски
- 34 — Грб рејона 
 Тљаратински
- 35 — Грб рејона 
 Унцукуљски
- 36 — Грб рејона 
 Хасавјуртовски
- 37 — Грб рејона 
 Хивски
- 38 — Грб рејона 
 Хунзашки
- 39 — Грб рејона 
 Цумадински
- 40 — Грб рејона 
 Цунтински
- 41 — Грб рејона 
 Чародински
- 42 — Грб рејона 
 Шамиљски

## Грбови градова Дагестана
- Грб 
 Махачкале
- Грб 
 Бујнакска
- Грб 
 Дагестанскије Агњи
- Грб 
 Дербента
- Грб 
 Избербаша
- Грб 
 Јужно-Сухокумска
- Грб 
 Каспијска
- Грб 
 Кизиљурта
- Грб 
 Кизљара
- Грб 
 Хасавјурта

## Грбови општина и села у Дагестану
- Грб села 
 Гимри
- Грб села 
 Шамиљкала